# Зверево (Брянская область)
Зверево — посёлок в Карачевском районе Брянской области, в составе Вельяминовского сельского поселения.
Расположен в 3 км к востоку от села Вельяминова, у юго-западной окраины деревни Шемятка. Постоянное население с 2003 года отсутствует.

## История
Возник около 1930 года; входил в состав Вельяминовского сельсовета (с 2005 — сельского поселения).
| Годы      | 1979 | 1989 | 2002 | 2010 |
| --------- | ---- | ---- | ---- | ---- |
| Население | 53   | 0    | 1    | 0    |